# Encamada por la paz de John y Yoko

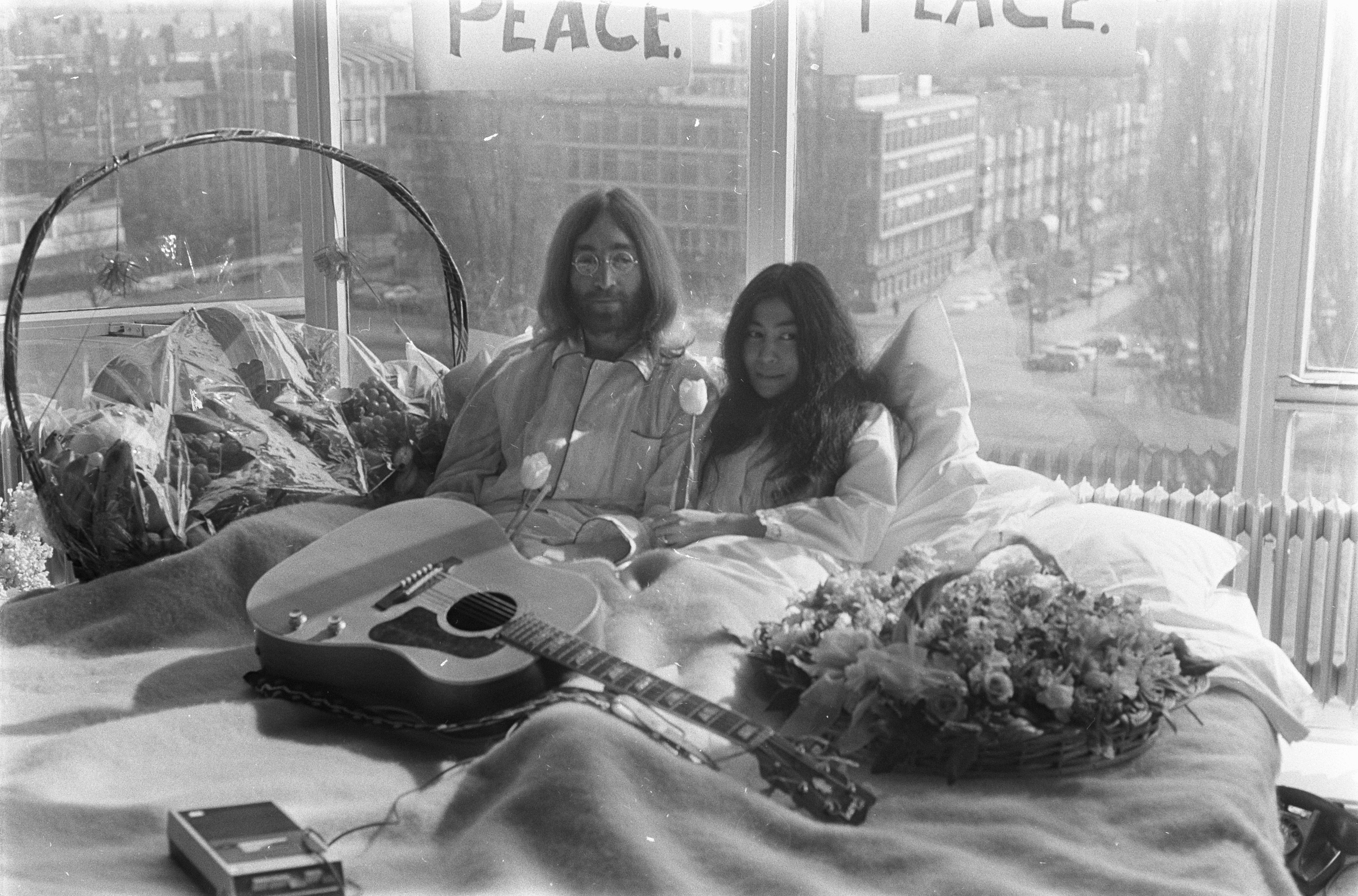
John y Yoko en el primer día de su encamado por la paz en un hotel de Ámsterdam.

La encamada por la paz de John lennon (los medios de la época lo tradujeron como "La cama de la paz") fue un acontecimiento ocurrido durante la guerra de Vietnam, en 1969. John Lennon y Yōko Ono llevaron a cabo 2 encamadas de dos semanas de duración en pro de la paz, en Ámsterdam y en Montreal, las cuales fueron su forma no violenta de protestar contra las guerras y promover la paz. Este acontecimiento llevó a la filmación del documental Bed Peace, filmado por Nic Knowland y producido por Bag Productions.

## Encamada en Ámsterdam
Sabiendo que su casamiento el 20 de marzo de 1969 sería un gran acontecimiento, John y Yoko decidieron usar la publicidad para promover la paz mundial. Pasaron su luna de miel en la suite presidencial en el Hotel Hilton de Ámsterdam durante una semana entre el 25 y el 31 de marzo, invitando a la prensa mundial en su habitación del hotel. Después de sus escándalos juntos, como la cubierta desnuda del álbum Two Virgins, la prensa esperaba que ellos tendrían relaciones sexuales enfrente de las cámaras, pero la pareja estaba sentada en la cama todo el tiempo. Después de siete días, ellos viajaron a Viena, Austria, donde se celebró una conferencia de prensa en su casa

## Encamada en Montreal

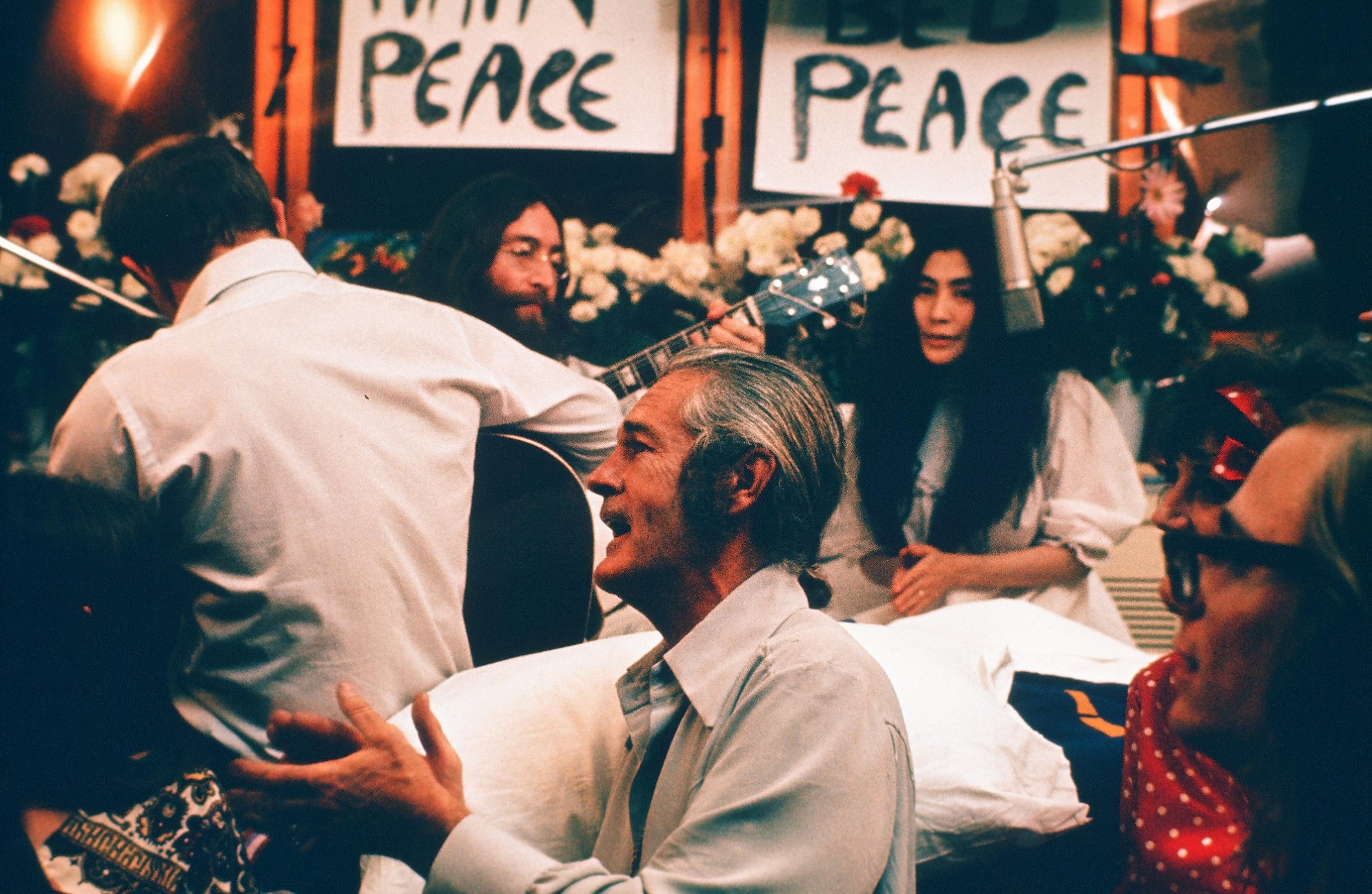
Grabando "Give Peace a Chance" en Montreal.

La segunda encamada fue planeada para tener lugar en Nueva York, pero John tenía prohibido entrar al país a causa de su consumo de cannabis en 1968. En su lugar, realizó el evento en las Bahamas en el Hotel Sheraton Oceanus, pero después de pasar una noche muy calurosa, decidieron mudarse a Montreal.
Volaron a Montreal el 26 de mayo donde se alojaron en las habitaciones 1738, 1740, 1742 y 1744 en el Hotel Queen Elizabeth. Durante su estancia de siete días, invitaron a Timothy Leary, Tommy Smothers, Dick Gregory, Murray el K, Al Capp, y otros. Todos ellos, excepto Capp cantaron el himno de paz Give Peace a Chance, grabada por Perry André en el Hotel Sala el 1 de junio.
En diciembre de 1969 John y Yoko difundieron sus mensajes de paz con carteles que decían WAR IS OVER! If You Want It - Happy Christmas From John and Yoko. (¡LA GUERRA HA TERMINADO! Si tú quieres - Feliz Navidad les desean John y Yoko). 

## Moneda conmemorativa
En 2019 al cumplirse 50 años de la famosa acción de John y Yoko por la paz, la Royal Canadian Mint de Canadá decidió hacer una moneda conmemorativa de edición limitada. Es de plata pura de valor 20 dólares canadienses con una foto de ambos en pijamas sosteniendo una flor cada uno. La moneda se podrá conseguir a 99,99 dólares canadienses.